# نهائي دوري الأمم الأوروبية 2025
نهائي دوري الأمم الأوروبية 2025 هو مباراة كرة قدم مقبلة لتحديد الفائزين بالبطولة النهائية لدوري الأمم الأوروبية 2024–25. وستكون هذه المباراة النهائية الرابعة من هذه المسابقة الدولية لكرة القدم التي تضم منتخبات الرجال الوطنية للاتحادات الأعضاء في الاتحاد الأوروبي لكرة القدم. ستُقام المباراة في 8 يونيو 2025 على ملعب أليانز أرينا في ميونخ، ألمانيا، وسيتنافس فيها الفائزون في نصف النهائي.

## خلفية
تواجه الفريقان في 40 مباراة من الديربي الإيبيري، حيث سبق لإسبانيا الفوز 17 مرة، وانتصرت البرتغال في 6 لقاءات، بينما انتهت 17 مواجهة بالتعادل.

### النهائيات السابقة
| الفريق   | الظهور في النهائيات السابقة للبطولة |
| -------- | ----------------------------------- |
| البرتغال | 1 (2019)                            |
| إسبانيا  | 2 (2021، 2023)                      |

## المكان
اختار الاتحاد الألماني لكرة القدم ملعب أليانز أرينا، إلى جانب ملعب إم إتش بي أرينا، لاستضافة نهائيات دوري الأمم الأوروبية. افتُتح هذا الملعب عام 2005، وهو الملعب الرئيسي لبايرن ميونخ، وقد استضاف مباريات في كأس العالم 2006 وبطولة أمم أوروبا 2024.

## المباراة

### التفاصيل
| البرتغال                                          | 2–2 (ب.و.إ.) | إسبانيا                           |
| ------------------------------------------------- | ------------ | --------------------------------- |
| - مينديش 26' - رونالدو 61'                        | تقرير        | - زوبيميندي 21' - أويارزابال 45'  |
| ركلات الترجيح                                     |              |                                   |
| - راموس - فيتينيا - فيرنانديز - مينديش - ر. نيفيز | 5–3          | - ميرينو - باينا - إيسكو - موراتا |

| البرتغال | إسبانيا |

| GK               | 1  | ديوغو كوستا        |
| RB               | 15 | جواو نيفيز         |
| CB               | 3  | روبن دياز          |
| CB               | 14 | غونسالو إيناسيو    |
| LB               | 25 | نونو مينديز        |
| CM               | 10 | برناردو سيلفا      |
| CM               | 23 | فيتينيا            |
| RW               | 20 | بيدرو نيتو         |
| AM               | 8  | برونو فيرنانديز    |
| LW               | 26 | فرانشيسكو كونسيساو |
| CF               | 7  | كريستيانو رونالدو  |
| المدرب:          |    |                    |
| روبيرتو مارتينيز |    |                    |

| GK                | 23 | أوناي سيمون      |
| RB                | 14 | أوسكار مينجويزا  |
| CB                | 3  | روبين لو نورماند |
| CB                | 12 | دين هاوسن        |
| LB                | 24 | مارك كوكورييا    |
| CM                | 20 | بيدري            |
| CM                | 18 | مارتن زوبيميندي  |
| CM                | 8  | فابيان رويز      |
| RF                | 19 | لامين يامال      |
| CF                | 21 | ميكيل أويارزابال |
| LF                | 11 | نيكو ويليامز     |
| المدرب:           |    |                  |
| لويس دي لا فوينتي |    |                  |

رجل المباراة:
نونو مينديش (البرتغال)
الحكام المساعدون:
ستيفان دي ألميدا (سويسرا)

جوناس إرني (سويسرا)

الحكم الرابع:
سردار غوزوبويوك (هولندا)

حكم الفيديو المساعد:
فيداي سان (سويسرا)

| قواعد المباراة - مباراة من 90 دقيقة. - إذا انتهت المباراة بالتعادل، سيُلعب وقت إضافي من 30 دقيقة مقسمة إلى شوطين، مدة كل شوط 15 دقيقة، - في حال استمر التعادل بعد الوقت الإضافي، يلجأ الفريقان إلى ركلات الجزاء الترجيحية. - يتواجد اثنا عشر لاعب في دكة الدبلاء. - الحد الأقصى المسموح به من التبديلات هو خمسة، مع السماح بسادس في الوقت الإضافي. - يُمنح لكل فريق ثلاث فرص لإجراء التبديلات، مع فرصة رابعة في الوقت الإضافي. |

## روابط خارجية
- الموقع الرسمي